# Liste der Fluggesellschaften in Tansania

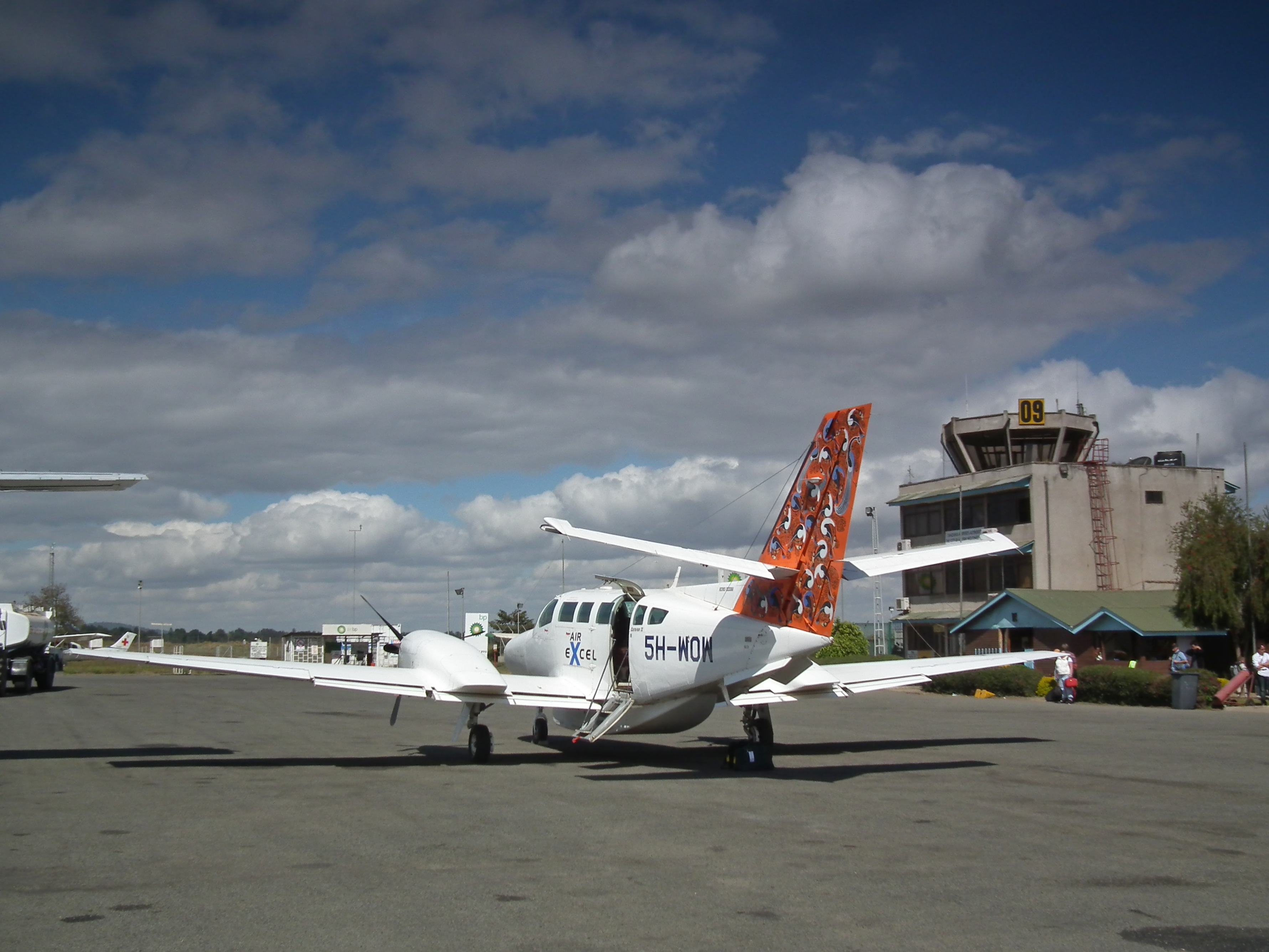
Flugzeug der Air Excel

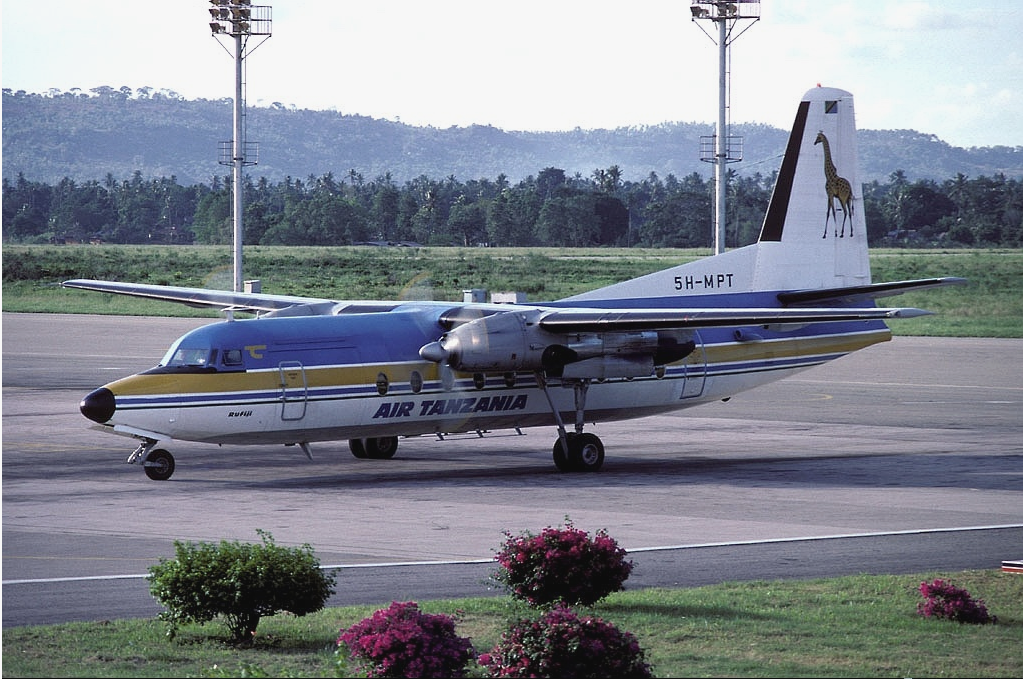
Eine Fokker F-27 der Air Tanzania (1986)

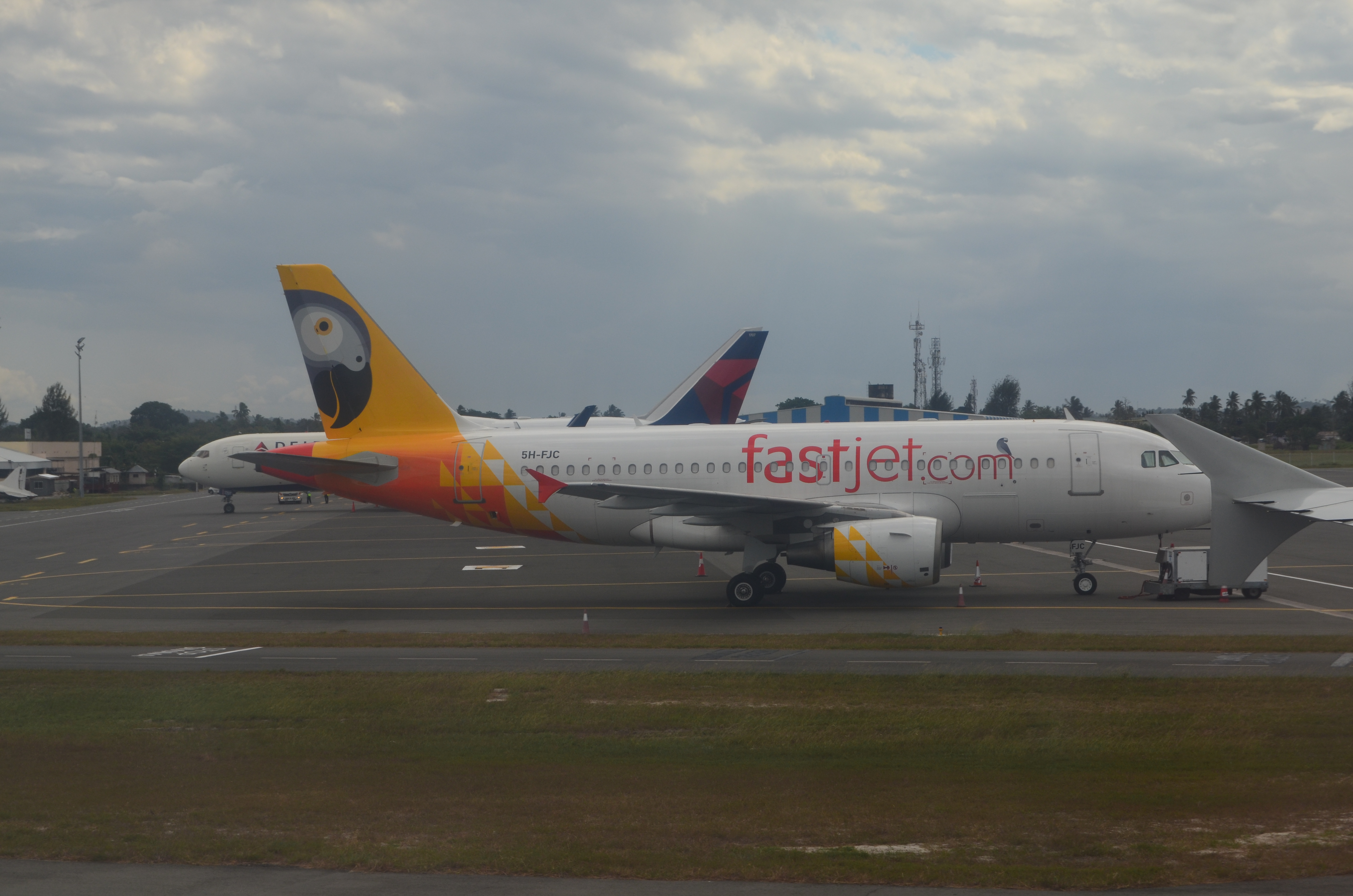
Airbus A319 der Gesellschaft Fastjet

Dieser Artikel listet die tansanischen Fluggesellschaften.

## Aktive Fluggesellschaften
| Fluggesellschaft                  | IATA | ICAO | Rufzeichen        | Bemerkungen |
| --------------------------------- | ---- | ---- | ----------------- | ----------- |
| Air Excel                         | -    | XLL  | -                 | P           |
| Air Tanzania                      | TC   | ATC  | TANZANIA          | P           |
| Auric Air                         | UI   | AUK  | AURIC SERVICES    | P, C        |
| Coastal Aviation                  | -    | CSV  | COASTAL TRAVEL    | P           |
| East African Air                  | 5H   | -    | EAA               | P           |
| Precision Air                     | PW   | PRF  | PRECISION AIR     | P, C        |
| Regional Air Services             | -    | REG  | REGIONAL SERVICES | I, C        |
| Tanzania Government Flight Agency | -    | -    | -                 | R           |
| ZanAir                            | B4   | TAN  | ZANAIR            | I           |

## Ehemalige Fluggesellschaften
| Fluggesellschaft     | IATA | ICAO | Rufzeichen | Bemerkungen |
| -------------------- | ---- | ---- | ---------- | ----------- |
| East African Airways | EC   | EC   | EASTAF     | P           |
| Fastjet              | FN   | FNZ  | GREYBIRD   | B, P        |

## Erklärungen
- P: „normale“ Passagierfluggesellschaft mit Linienflügen
- B: Billigfluggesellschaft
- T: Transportfluggesellschaft
- R: führt Regierungsflüge durch
- C: Charterflüge
- A: Ambulance-Flüge
- I: ausschließlich Inlandsflüge